# الباب الغربي

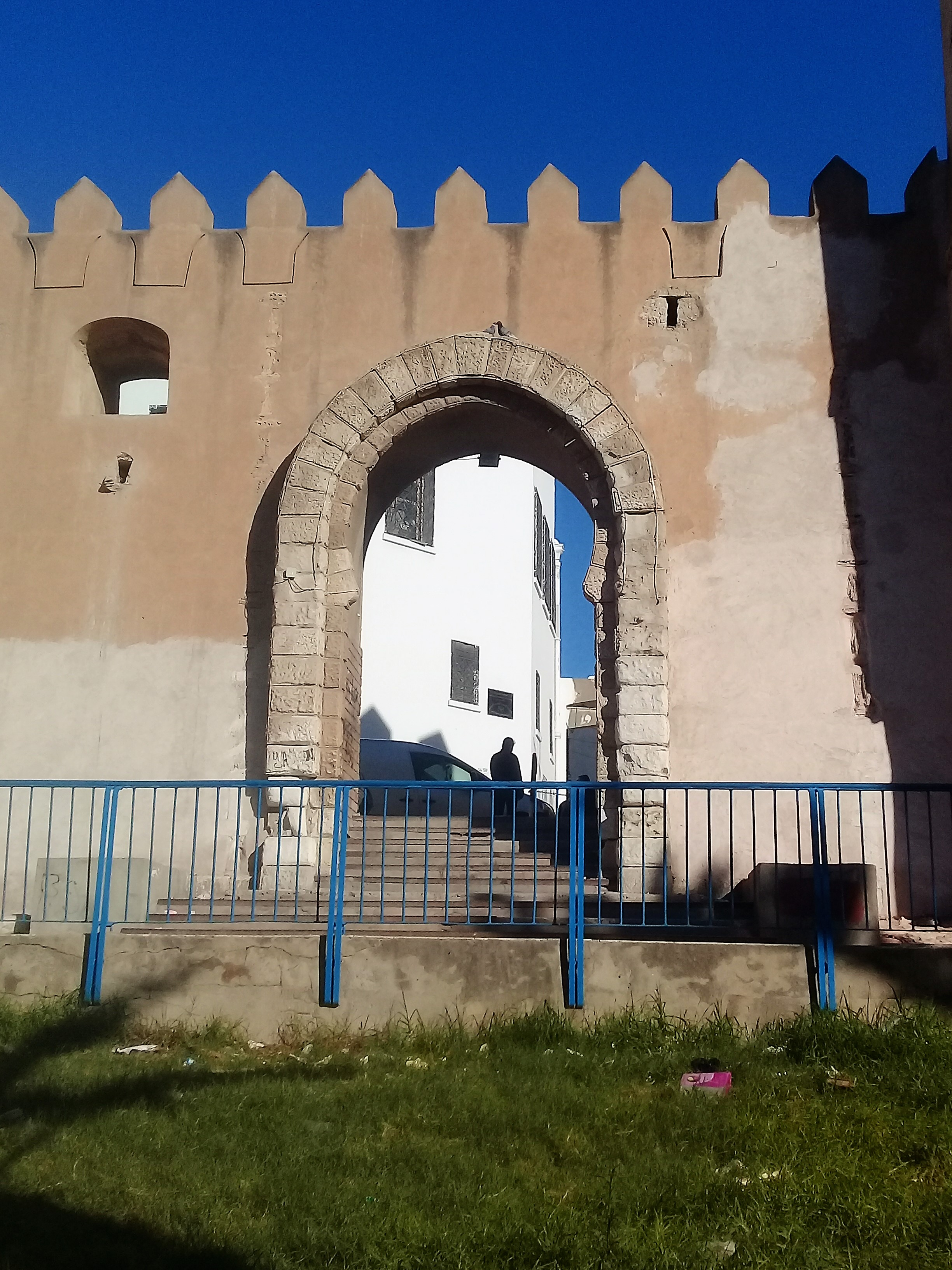
الباب الغربي

يقع الباب الغربي وسط السور الغربي لمدينة صفاقس العتيقة بجوار رباط الشيخ منصور الحجار (الذي أصبح مدرسة آبتدائية) غربا.
يربط هذا الباب بين المدينة العتيقة و الحي الخيري «بيكفيل» من خلال شارع 18 جانفي.

## تاريخه[3]
فتح سنة 1355 هجري الموافق ل1932 ميلادي .
كان الباب يتكون من فتحة واحدة إلى ان قامت البلدية بتجديده في سنة 1960 ميلادي و نظمته وجعلته يتكون من فتحتين الأولى غربية و الثانية شمالية، كما قامت بتنظيمه تنظيما عصريا.

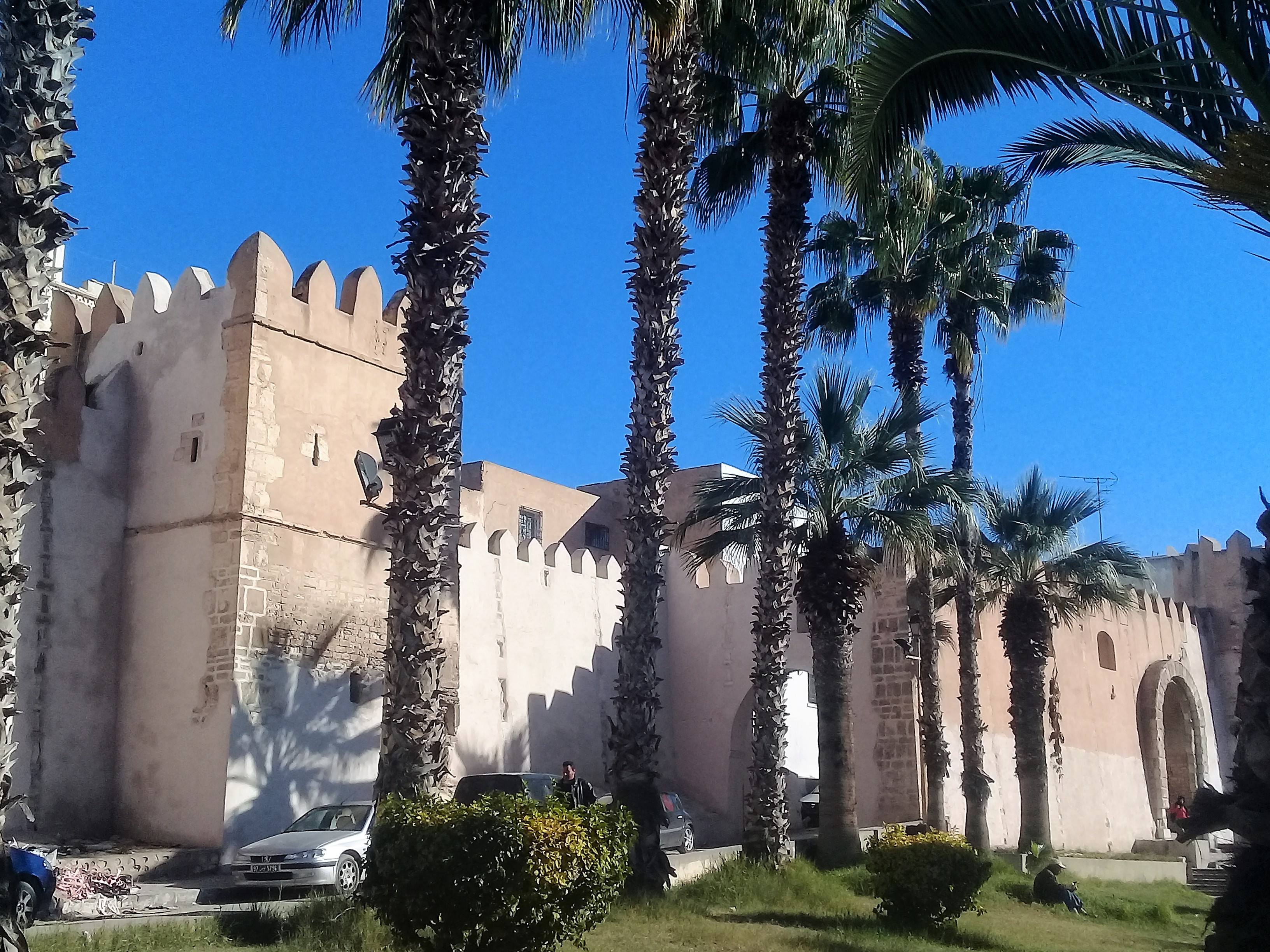
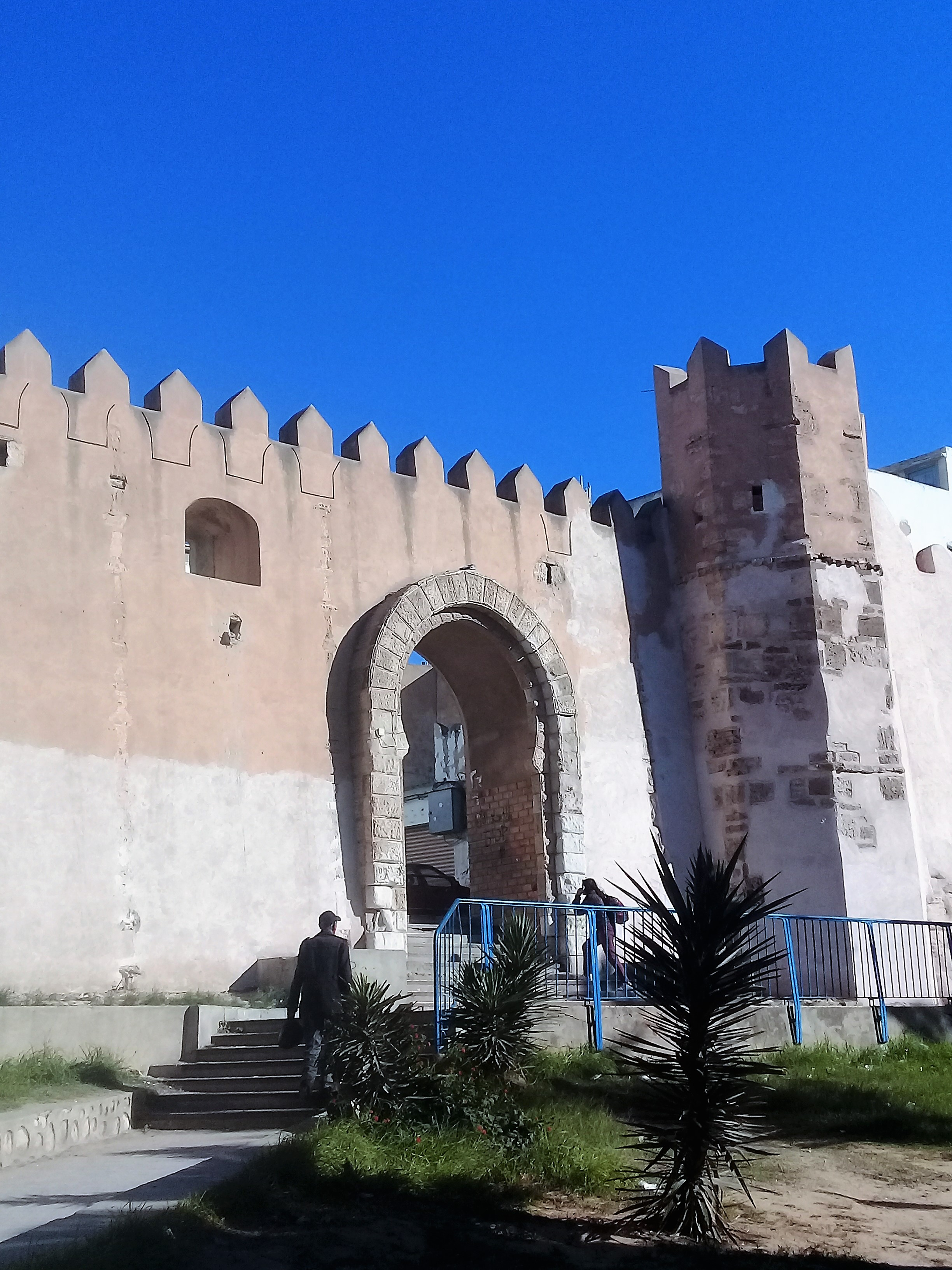